# Ференц Зичи
Ференц Зичи (на унгарски: Zichy Ferenc) е унгарски граф и политик, австро-унгарски дипломат, посланик в османската столица Константинопол (Цариград) от 1874 до 1880 година.

## Биография
Граф Зичи е съветник във виенския двор, оглавява различни комисии и е президент на регентството в отсъствие на палатина. Той е държавен министър при министъра на обществените строежи и транспорта Ищван Сечени в 1848 година, но напуска в навечерието на Революцията и става имперски комисар в окръг Братислава.
В 1874 година е назначен за австро-унгарски посланик в османската столица Цариград. Участва като представител на Австро-Унгария в Цариградската конференция (23 декември 1876 – 20 януари 1877).
Напуска службата в 1880 година. Умира през 1900 г.